# Homeomorfisme

Deze kop en ring zijn homeomorf. Deze animatie laat ze in elkaar overgaan zonder de homeomorfie te verbreken

In de wiskunde, meer in het bijzonder in de topologie, is een homeomorfisme (uit het Oudgrieks: ὅμοιος, homoios, gelijk,  en μορφή, morphē, vorm) een bijectie tussen twee topologische ruimten die in beide richtingen continu is.
Als tussen twee topologische ruimten een homeomorfisme bestaat, worden ze als topologisch gelijkwaardig beschouwd. Topologisch invariante eigenschappen zijn eigenschappen van topologische ruimten die behouden blijven onder homeomorfismen. Voorbeelden zijn: samenhang, compactheid en de fundamentaalgroep. De algebraïsche topologie is de tak van de wiskunde die tracht topologische ruimten te karakteriseren aan de hand van hun topologische invarianten.
Ruwweg gesproken is een topologische ruimte een meetkundig object en is een homeomorfisme het continue strekken, buigen, rekken en plooien van dit object in een nieuwe vorm. Zo zijn een vierkant en een cirkel homeomorf ten opzichte van elkaar omdat deze twee vormen in elkaar kunnen overgaan. Hun randen zijn dat ook. Een open vierkant en een open cirkel zijn homeomorf met de {\displaystyle \mathbb {R} ^{2}}. Voor een bol en een torus geldt dit niet. Deze vormen zijn niet homeomorf ten opzichte van elkaar, omdat in een torus in tegenstelling tot een bol een gat zit. Een vaak herhaalde grap is dat topologen het koffiekopje waaruit zij drinken niet zouden kunnen onderscheiden van de donut die zij bij de koffie eten, omdat beide vormen topologisch in elkaar over kunnen gaan.
Bij een object in de driedimensionale ruimte moet onderscheid worden gemaakt tussen een oppervlak en een plaat met dikte. Een cilinderoppervlak is bijvoorbeeld niet homeomorf met een stuk buis met een wand die een dikte groter dan nul heeft.

## Definitie
Een functie {\displaystyle f} tussen twee topologische ruimten {\displaystyle X} en {\displaystyle Y} wordt homeomorf genoemd als de functie de onderstaande eigenschappen heeft:
- {\displaystyle f} is een bijectie, dus een injectie en een surjectie,
- {\displaystyle f} is continu en
- de inverse functie {\displaystyle f^{-1}} is continu, {\displaystyle f} is een open afbeelding.

Een functie met deze drie eigenschappen wordt soms 'bicontinu' genoemd. Als zo'n functie bestaat zeggen we dat {\displaystyle X} en {\displaystyle Y} homeomorf zijn. Een 'zelf-homeomorfisme' is een homeomorfisme van een topologische ruimte op zichzelf. De homeomorfismen vormen een equivalentierelatie op de klasse van alle topologische ruimtes. De resulterende equivalentieklassen worden homeomorfe klassen genoemd.

## Voorbeelden

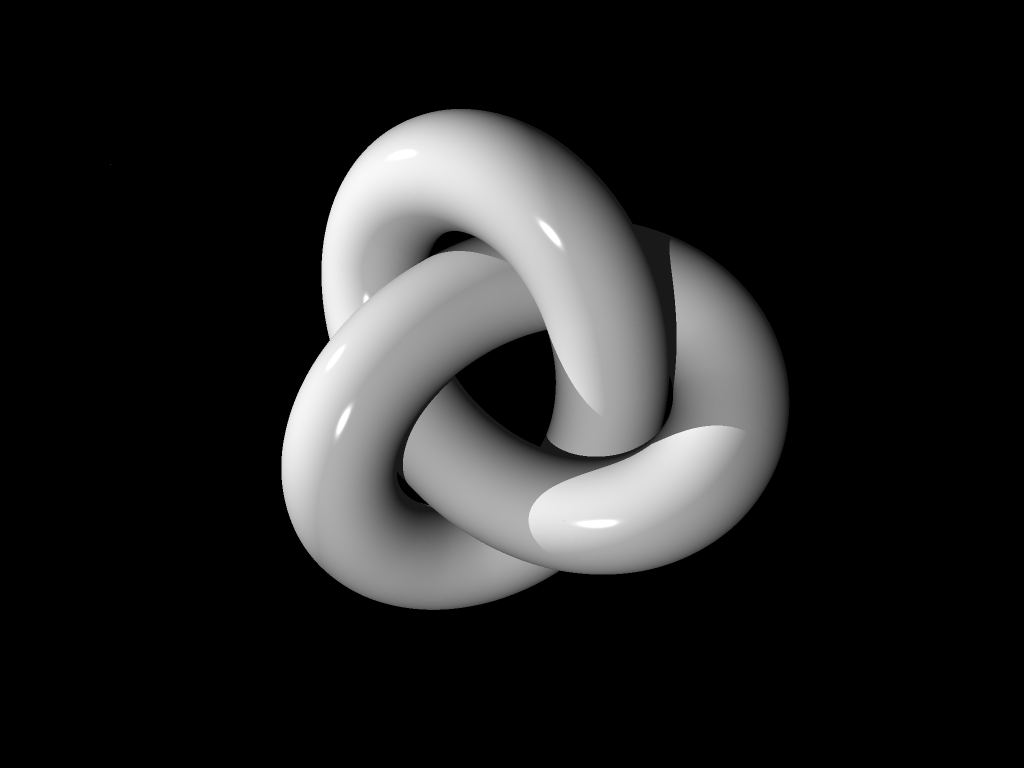
Klaverbladknoop

- Een klaverbladknoop is homeomorf met een cirkel. Hoewel dit misschien onlogisch lijkt kunnen ze in vier dimensies continu worden vervormd. De klaverbladknoop is in de afbeelding voor de duidelijkheid verdikt.

- {\displaystyle \mathbb {R} ^{n}} en {\displaystyle \mathbb {R} ^{m}} zijn niet homeomorf voor {\displaystyle n\neq m}

- Ieder uniform isomorfisme en ieder isometrisch isomorfisme is een homeomorfisme.

- Een voorbeeld van een continue bijectie, die geen homeomorfisme is, is de afbeelding die het half-open interval {\displaystyle [0,1)} neemt en deze rond de cirkel wikkelt. In dit geval is de inverse, hoewel deze wel bestaat, niet continu. In verband hiermee kan een interval open zijn in de relatieve topologie van het half-open interval, terwijl de corresponderende verzameling op de cirkel een half-open interval is.